# Ernst Riemenschneider

Ernst Riemenschneider

Ernst Riemenschneider (* 9. Januar 1900 in Bochum; † 20. Juli 1960 ebenda) war ein deutscher Politiker (NSDAP). Er war von 1932 bis Oktober 1943 Abgeordneter im Deutschen Reichstag.

## Leben und Wirken
Ernst Riemenschneider wurde 1900 als Sohn des Bergmanns Heinrich Riemenschneider geboren. Nach dem Besuch der Volksschule in Bochum absolvierte er von 1914 bis 1916 eine Elektrikerlehre. In den Jahren 1916 bis 1918 war Riemenschneider als Hilfsdienstpflichtiger in einer Munitionswerkstatt tätig. Im Mai 1918, in der Spätphase des Ersten Weltkriegs, wurde er Funker bei der Nachrichten-Ersatzabteilung 7 in Neuhaus. Dort legte er mehrere Prüfungen ab. Anschließend betätigte er sich bis Kriegsende bei der Heimatfunkstation in Neuhaus.
Nach seiner Entlassung im Februar 1919 arbeitete Riemenschneider bis 1924 als Bergmann. Gleichzeitig belegte er Kurse zur Vorbereitung auf den Kaufmannsberuf und wurde im Mai 1924 Leiter der Einkaufsabteilung einer Maschinenfabrik. Diese Tätigkeit behielt er bis zum Juli 1932 bei.
Zum 23. Oktober 1926 trat Riemenschneider in die NSDAP ein (Mitgliedsnummer 46.099), in der er bald den Funktionärsposten eines Kreisleiters für Bochum-West übernahm. Am 9. Oktober 1928 heiratete Riemenschneider Hildegard Piclum. Durch diese Ehe, die kinderlos blieb, wurde der spätere Oberbürgermeister von Bochum Otto Leopold Piclum sein Schwager. Von Juni 1927 bis Dezember 1928 war er SA-Scharführer im SA-Sturm 1 der SA-Standarte I/Ruhr (Bochum). Anschließend war er Beisitzer des Untersuchungs- und Schlichtungsausschusses im Gau Westfalen-Süd. Von Januar bis Dezember 1930 war er Kassenwart der Bochumer NSDAP-Gruppe, die er von Januar 1931 bis 1945 als Kreisleiter führte. Am 12. März 1933 wurde er Stadtverordneter in Bochum.
Bei der Wahl vom Juli 1932 wurde Riemenschneider erstmals in den Reichstag gewählt. Diesem gehörte er anschließend ohne Unterbrechung sechs Legislaturperioden lang, bis zu seinem vorzeitigen Ausscheiden am 20. Oktober 1943 als Vertreter des Wahlkreises 18 (Westfalen Süd) an. Sein Mandat wurde von 1944 bis Kriegsende von Walter Borlinghaus weitergeführt.
Am 1. Juli 1933 wurde Riemenschneider kaufmännischer Direktor und Vorstandsmitglied der Bochum-Gelsenkirchener Straßenbahnen AG, was er bis 1945 blieb. Er wurde ab dem 18. Mai 1945 im Internierungslager Staumühle inhaftiert und blieb dies bis zum 14. Juni 1948. An dem Tag wurde er durch das Spruchgericht Hiddessen zu drei Jahren Gefängnis verurteilt, die durch die Internierung als abgesessen galten. Am 9. August 1950 wurde er in einem Entnazifizierungsverfahren in die Kategorie 3 (Minderbelastete) eingestuft. Er war die nächsten Jahre in Werdohl wohnhaft und zog dann Anfang der 1950er Jahre in seine Heimatstadt Bochum zurück, wo er als Handelsvertreter tätig war.